# Miss Tocantins
Miss Tocantins trata-se de um concurso de beleza feminino realizado anualmente válido para a disputa de Miss Brasil versão Miss Universo. Apesar de sua origem datar desde 1989, o concurso não é realizado com frequência. O atual responsável pela coordenação estadual e seleção é o produtor de eventos gaúcho, Dominique Silva, da Minimal Models. Embora as representantes tenham se classificado entre as semifinalistas algumas vezes, apenas uma conquistou o título máximo: Gislaine Ferreira, eleita Miss Brasil 2003, posteriormente uma das dez semifinalistas do Miss Universo daquele ano. A atual detentora do título estadual é a representante de Palmas, Esline Ferreira da Silva.

## História

### Anos 90
Criado em 5 de Outubro de 1988 após um pedido de emancipação durante Assembleia Nacional Constituinte daquele ano, o Tocantins é a unidade federativa brasileira mais nova a ser criada. O aceite para se tornar um Estado aconteceu somente em outubro de 1988, portanto o Estado não teve uma representante no Miss Brasil 1988 (visto que o mesmo ocorreu no mês de Abril). Para celebrar a primeira participação do Tocantins no certame de mais prestígio na época, ocorreu no "Iracema Clube de Miracema", em Miracema do Tocantins (capital provisória do Estado) a primeira eleição da mais bela tocantinense de 1989. Na ocasião, a vencedora foi a própria anfitriã, "Miss Miracema" Marta Maria Gomes, que representou com maestria seu novo Estado na edição de 1989 do Miss Brasil.
No ano seguinte, em 1990, não houve eleição nacional de Miss Brasil, visto que Silvio Santos abandonou o certame alegando que o mesmo "já não atraía mais atenção dos brasileiros". O Brasil ficava de fora pela primeira vez da celebração de Miss Universo desde que entrou na competição, em 1954. Em 1991, o certame voltou a ser realizado pela empresária Marlene Brito, e de forma restrita somente alguns Estados do País participaram da eleição da paulista Patrícia Godói, o Tocantins não estava entre eles. Em 1992 o Estado foi representado por Zélia Barros Fonsêca, do município de Gurupi. No ano seguinte, o Miss Brasil 1993 foi realizado à portas fechadas por meio de seletiva, a escolhida foi a gaúcha Leila Schuster.
Em 1994 o Tocantins foi representado pela ribeirão-pretense Marina Quites, que já havia sido segunda colocada no Miss Brasil Globo representando o Estado, na ocasião perdendo para a gaúcha Tatiane Possebom. Quites foi a primeira a se classificar com a faixa do novo Estado e ficou sendo a única classificação do Tocantins por oito (8) anos. Na edição do Miss Brasil 1995 foi Lorena Rodrigues Alves que representou o Tocantins, ela faleceu em decorrência de um acidente automobilístico, provocado em 2012. Outra edição do concurso estadual ocorreu em Palmas em 1996, quando outra "Miss Miracema" foi eleita, esta foi Ana Paula Carmo, que acabou não se classificando no nacional daquele ano.
Em 1997 coube à Cláudia de Almeida, representar seu Estado na 43ª do Miss Brasil. Na ocasião, Cláudia não conseguiu classificar-se. No ano seguinte, foi a vez de Paula de Athayde Rochel, que novamente não classificou seu Estado na final do Miss Brasil 1998. Entre os anos de 1997 a 2002, não há informações sobre concursos realizados e sobre a origem exata das candidatas. A paranaense Luziane "Lu" Baierle, que se tornaria posteriormente atriz e sub-celebridade brasileira, foi a representante do Estado - por indicação - na disputa nacional de 1999. Isabele Araújo Domingos (2000), Nathália Lourenço Rodrigues (2001) e Daniella Dias Fernandes (2002) foram as três posteriores representantes do Estado no Miss Brasil.

### Vitória de Gislaine
Somente em 2003 que o Tocantins teria motivos para se orgulhar na disputa nacional, pois alcançou a vitória com Gislaine Rodrigues Ferreira, mineira que foi convidada à representar o Estado naquela edição. Com uma resposta final ovacionada pelo público presente no Via Funchal em São Paulo, Gislaine causou polêmica na mídia brasileira naquele ano, visto que não tinha residência fixa no Estado e já havia disputado outro título Estadual da mesma franquia e no mesmo ano, o de "Miss Minas Gerais". Indo contra às especulações, o organizador do evento na ocasião, Boanerges Gaeta Júnior afirmou, durante o programa do apresentador Gugu Liberato, o "Domingo Legal" que os pais de Gislaine detinham fazendas na região e por isso tornou válida a inscrição da mineira. Gislaine é até então, a única representante do Tocantins à alcançar a vitória no nacional, e por três anos foi a última brasileira a se classificar no Miss Universo, ao ficar em 6º. Lugar na edição de 2003, realizada no Panamá. Hoje é jornalista formada, trabalhou na Band Minas e por muito tempo foi "garota da previsão do tempo" da emissora, é casada, tem dois filhos e mora em Belo Horizonte.

### Histórico e informações
Fânia Marielle Teixeira de Goiânia, foi a representante do Tocantins no Miss Brasil 2004, não conseguindo obter o feito de sua antecessora. Eleita "Miss Tocantins 2005" representando a cidade de Palmeirópolis, a modelo goiana Francielly de Oliveira Araújo ficou em 4º. Lugar na disputa pela coroa nacional de 2005. Com o feito, Francielly foi Miss Brasil Hispano-Americana para o Rainha Hispano Americana daquele ano, mas infelizmente não conseguiu se classificar. Eleita a representante de 2006, após representar a cidade de Pedro Afonso, a goiana Camilla Christie Ribeiro Oliveira representou o Tocantins, ficando entre as dez semifinalistas daquele ano. Jaqueline Pereira de Moura (2007, de Porto Nacional), Kelly Bezerra de Aquino (2008, paraense representando Pindorama do Tocantins, eleita por concurso) e Natália Araújo Bichuete (2009, de Araguaína) representaram o Estado nos anos seguintes.
Foi realizada uma edição do concurso para a disputa de Miss Brasil 2010, coordenada pelo promoter Alziro de Freitas, mas a vencedora, Jaqueline Ribeiro Verrel representando Porto Nacional era menor de idade, o que ia contra o regulamente do concurso nacional. Portanto, a representante do Estado naquele ano foi a segunda colocada no concurso, a paraense radicada em Anápolis, Suymara Barreto Parreira, que já havia ficado em segundo lugar na disputa de "Miss Goiás" daquele mesmo ano. Favorita ao título, por seu porte e presença de palco, Suymara parou entre as dez semifinalistas. Suymara foi, por sete (7) anos, a última representante do Estado a se classificar no Miss Brasil. Já maior de idade, Verrel se propôs a representar o seu Estado de nascimento na edição seguinte, não obtendo classificação.
A gaúcha Viviane de Moura Fragoso (2012, representando a cidade de Almas) e Wiolana "Lanna" Barbosa Brito (2013, representando a cidade de Tocantinópolis) foram eleitas por concurso. Ambas não alcançaram classificação na suas respectivas disputas nacionais. Suas sucessoras, Wizelany Marques Costa (2014, de Brasília) e Karla Sucupira Mota (2015, de Gurupi) foram indicadas pelo organizador da disputa de Miss Distrito Federal, Clóves Nunes - falecido em 2017 - para representar o Estado nortista. Em 2016, Jaqueline Ribeiro Verrel persistiu novamente pelo título estadual e acabou sendo eleita em uma seletiva ocorrida na capital do seu Estado, promovida novamente por Clóves Nunes.

### Nova direção
Com o falecimento de Clóves, em decorrência de uma pneumonia grave, a etapa nacional resolveu convidar a coordenadora local mais próxima para deslocar-se até a capital do Estado e conduzir a seletiva com as candidatas municipais previamente eleitas. Sem tempo hábil para realizar uma seletiva mais ampla abrangendo mais candidatas, Fátima Abranches (coordenadora do Miss Goiás BE Emotion) organizou uma cerimônia simples, que culminou com a vitória da mais alta tocantinense eleita na história do concurso (1.82) Islane Machado Rocha, da cidade de Dueré, dando o back-to-back para sua cidade na competição. Islane quebrou um jejum de sete anos sem classificação do Tocantins no nacional.
Sem interesse em dar continuidade na organização do concurso, Fátima cedeu o cargo para o jovem coordenador do "Miss Goiás CNB" (franquia Miss Mundo Brasil) Raffael Rodrigues, que coordena atualmente a disputa. Desde que assumiu o controle do concurso, Rodrigues já elegeu as negras Tatiele Rodrigues (representante de Porto Nacional em 2018), Alessandra Kelly Farias de Almeida (representando Tocantinópolis em 2019) e Luciana Cirqueira Gomes  (representando Palmas em 2021). As duas últimas, alcançando uma posição entre as dez semifinalistas do Miss Brasil BE Emotion 2019 e Miss Universo Brasil 2021.

## Curiosidades
Outras informações sobre as vencedoras:
- Nathália Lourenço (2001) era menor de idade quando concorreu ao Miss Brasil 2001, ela tinha apenas 16 anos.[28]
- Natália Bichuete (2009) foi uma das semifinalistas do Estado do Pará no concurso Menina Fantástica 2010.[29]
- Suymara Barreto (2010) participou do Miss Mundo Brasil 2010 e ficou em 3º. Lugar representando Rondônia.
  - Ela já havia disputado o Miss Goiás no mesmo ano representando a cidade de Anápolis e ficou em 2º lugar.
- Wizelany Marques (2014) ficou em 3º. Lugar no Miss Distrito Federal 2014 representando a região de São Sebastião.
- Karla Sucupira (2015) foi condenada pelo Ministério Público por prática de enriquecimento ilícito, dano ao erário e lesão a princípios legais.[30]
- Jaqueline Verrel (2016) é, até então, a única tocantinense a vencer o estadual duas vezes, em 2011 e 2016.
  - Foi candidata à Miss Terra Brasil 2013 representando a unidade de conservação do Jalapão.
  - Ela também disputou o Miss Mundo Brasil 2015, não conseguindo classificação para o Estado.[31]
  - Chegou a ser desclassificada do ENEM 2010 por ter sido pega tirando foto no momento da prova.[32]
- Islane Machado (2017) fez sua estreia nas passarelas como modelo na São Paulo Fashion Week 2018.[33]
- Phatricia Araújo (2022) foi a primeira representante do Estado a ser publicamente homossexual.[34]
  - Ela disputou o Miss Brasil Supranacional em 2021 e alcançou a 6ª colocação.[35]

## Coordenadores
Ficaram responsáveis pela escolha da mais bela tocantinense:
| Período     | Responsáveis                        |
| ----------- | ----------------------------------- |
| 1989 a 1998 | Fátima Fernandes                    |
| 2010 a 2012 | Alziro de Freitas Fernando Ferreira |
| 2013        | Júlio Franco                        |
| 2014 a 2016 | Clóves Nunes                        |
| 2017        | Fátima Abranches                    |
| 2018 a 2019 | Raffael Rodrigues Lilian Moraes     |
| 2021 a 2023 | Raffael Rodrigues                   |
| desde 2024  | Dominique Silva                     |

## Desempenho

### Tabela de Classificação
Abaixo a performance das tocantinenses no Miss Brasil.
| Posição       | Qtd |
| ------------- | --- |
| Miss Brasil   | 1   |
| 2º. Lugar     |     |
| 3º. Lugar     |     |
| 4º. Lugar     | 1   |
| 5º. Lugar     |     |
| Semifinalista | 7   |
| Total         | 9   |

### Vencedoras
A candidata tornou-se Miss Brasil.
     A candidata parou entre as finalistas.
     A candidata parou entre as semifinalistas.
     A Miss Tocantins renunciou ao título estadual.
| Ano  | Participação                                            | Vencedoras                                              | Representação                                           | Colocação                                               | Miss Universo                                           | Ref.                                                    |
| ---- | ------------------------------------------------------- | ------------------------------------------------------- | ------------------------------------------------------- | ------------------------------------------------------- | ------------------------------------------------------- | ------------------------------------------------------- |
| 2025 | 33ª                                                     | Esline Ferreira da Silva                                | Palmas                                                  |                                                         |                                                         | [ 36 ]                                                  |
| 2024 | 32ª                                                     | Jackeline Balestra de Oliveira                          | Gurupi                                                  |                                                         |                                                         | [ 37 ]                                                  |
| 2023 | 31ª                                                     | Victória Guarda Schneider                               | Palmas                                                  | Semifinalista (Top 16)                                  |                                                         | [ 38 ]                                                  |
| 2022 | 30ª                                                     | Phatricia Costa Araújo                                  | Palmas                                                  |                                                         |                                                         | [ 39 ]                                                  |
| 2021 | 29ª                                                     | Luciana Cirqueira Gomes                                 | Palmas                                                  | Semifinalista (Top 10)                                  |                                                         | [ 40 ]                                                  |
| 2020 | A Miss Brasil foi indicada, portanto não houve disputa. | A Miss Brasil foi indicada, portanto não houve disputa. | A Miss Brasil foi indicada, portanto não houve disputa. | A Miss Brasil foi indicada, portanto não houve disputa. | A Miss Brasil foi indicada, portanto não houve disputa. | A Miss Brasil foi indicada, portanto não houve disputa. |
| 2019 | 28ª                                                     | Alessandra Kelly Almeida                                | Tocantinópolis                                          | Semifinalista (Top 10)                                  |                                                         | [ 41 ]                                                  |
| 2018 | 27ª                                                     | Tatiele Rodrigues da Silva                              | Porto Nacional                                          |                                                         |                                                         | [ 42 ]                                                  |
| 2017 | 26ª                                                     | Islane Machado Rocha                                    | Dueré                                                   | Semifinalista (Top 16)                                  |                                                         | [ 43 ]                                                  |
| 2016 | 25ª                                                     | Jaqueline Ribeiro Verrel                                | Dueré                                                   |                                                         |                                                         | [ 44 ]                                                  |
| 2015 | -                                                       | Bruna Gomides                                           | Palmas                                                  | Não disputou.                                           |                                                         | [ 45 ]                                                  |
| 2015 | 24ª                                                     | Karla Sucupira Mota                                     | Gurupi                                                  |                                                         |                                                         | [ 46 ]                                                  |
| 2014 | 23ª                                                     | Wizelany Marques Costa                                  | Palmas                                                  |                                                         |                                                         | [ 47 ]                                                  |
| 2013 | 22ª                                                     | Wiolana Barbosa Brito                                   | Tocantinópolis                                          |                                                         |                                                         | [ 48 ]                                                  |
| 2012 | 21ª                                                     | Viviane de Moura Fragoso                                | Almas                                                   |                                                         |                                                         | [ 49 ]                                                  |
| 2011 | 20ª                                                     | Jaqueline Ribeiro Verrel                                | Porto Nacional                                          |                                                         |                                                         | [ 50 ]                                                  |
| 2010 | 19ª                                                     | Suymara Barreto Parreira                                | Palmeirópolis                                           | Semifinalista (Top 10)                                  |                                                         | [ 51 ]                                                  |
| 2009 | -                                                       | Priscila Nascimento                                     | Palmas                                                  | Não disputou.                                           |                                                         | [ 52 ]                                                  |
| 2009 | 18ª                                                     | Natália Araújo Bichuete                                 | Araguaína                                               |                                                         |                                                         | [ 53 ]                                                  |
| 2008 | 17ª                                                     | Kelly Bezerra de Aquino                                 | Pindorama do Tocantins                                  |                                                         |                                                         | [ 54 ]                                                  |
| 2007 | 16ª                                                     | Jaqueline Pereira de Moura                              | Porto Nacional                                          |                                                         |                                                         | [ 55 ]                                                  |
| 2006 | 15ª                                                     | Camilla Christie Ribeiro Oliveira                       | Pedro Afonso                                            | Semifinalista (Top 10)                                  |                                                         | [ 56 ]                                                  |
| 2005 | 14ª                                                     | Francielly de Oliveira Araújo                           | Palmeirópolis                                           | 4º. Lugar                                               |                                                         | [ 57 ]                                                  |
| 2004 | 13ª                                                     | Fânia Marielle Teixeira                                 | Peixe                                                   |                                                         |                                                         | [ 58 ]                                                  |
| 2003 | 12ª                                                     | Gislaine Rodrigues Ferreira                             | Palmas                                                  | MISS BRASIL 2003                                        | Semifinalista (Top 10)                                  | [ 59 ]                                                  |
| 2002 | 11ª                                                     | Daniella Dias Fernandes                                 |                                                         |                                                         |                                                         | [ 28 ]                                                  |
| 2001 | 10ª                                                     | Nathália Lourenço Rodrigues                             |                                                         |                                                         |                                                         | [ 60 ]                                                  |
| 2000 | 9ª                                                      | Isabele Araújo Domingos                                 |                                                         |                                                         |                                                         | [ 61 ]                                                  |
| 1999 | 8ª                                                      | Luziane "Lu" Baierle                                    |                                                         |                                                         |                                                         | [ 62 ]                                                  |
| 1998 | 7ª                                                      | Paula de Athayde Rochel                                 |                                                         |                                                         |                                                         | [ 63 ]                                                  |
| 1997 | 6ª                                                      | Cláudia de Almeida                                      |                                                         |                                                         |                                                         | [ 64 ]                                                  |
| 1996 | 5ª                                                      | Ana Paula do Carmo                                      | Miracema do Tocantins                                   |                                                         |                                                         | [ 65 ]                                                  |
| 1995 | 4ª                                                      | Lorena Rodrigues                                        |                                                         |                                                         |                                                         | [ 66 ]                                                  |
| 1994 | 3ª                                                      | Marina Quites                                           | Palmas                                                  | Semifinalista (Top 12)                                  |                                                         | [ 67 ]                                                  |
| 1993 | A Miss Brasil foi indicada, portanto não houve disputa. | A Miss Brasil foi indicada, portanto não houve disputa. | A Miss Brasil foi indicada, portanto não houve disputa. | A Miss Brasil foi indicada, portanto não houve disputa. | A Miss Brasil foi indicada, portanto não houve disputa. | A Miss Brasil foi indicada, portanto não houve disputa. |
| 1992 | 2ª                                                      | Zélia Barros Fonsêca                                    | Gurupi                                                  |                                                         |                                                         | [ 68 ]                                                  |
| 1991 | O Estado não enviou candidata ao Miss Brasil 1991.      | O Estado não enviou candidata ao Miss Brasil 1991.      | O Estado não enviou candidata ao Miss Brasil 1991.      | O Estado não enviou candidata ao Miss Brasil 1991.      | O Estado não enviou candidata ao Miss Brasil 1991.      | O Estado não enviou candidata ao Miss Brasil 1991.      |
| 1990 | Não houve disputa nacional de Miss Brasil em 1990.      | Não houve disputa nacional de Miss Brasil em 1990.      | Não houve disputa nacional de Miss Brasil em 1990.      | Não houve disputa nacional de Miss Brasil em 1990.      | Não houve disputa nacional de Miss Brasil em 1990.      | Não houve disputa nacional de Miss Brasil em 1990.      |
| 1989 | 1ª                                                      | Marta Maria Gomes                                       | Miracema do Tocantins                                   |                                                         |                                                         | [ 69 ]                                                  |

### Observações
Não são naturalmente do Estado, as seguintes misses:
1. Marina Quites (1994) é de Ribeirão Preto, São Paulo;
2. Paula de Athayde Rochel (1998) é de Itapetininga, São Paulo;
3. Luziane Baierle (1999) é de Toledo, Paraná;
4. Gislaine Ferreira (2003) é de Patos de Minas, Minas Gerais;
5. Fânia Teixeira (2004) é de Goiânia, Goiás;
6. Francielly Oliveira (2005) é de Goiânia, Goiás;
7. Camilla Christie (2006) é de Goiânia, Goiás;
8. Kelly Aquino (2008) é de Belém, Pará;
9. Suymara Barreto (2010) é de Belém, Pará;
10. Viviane Fragoso (2012) é de Bagé, Rio Grande do Sul;
11. Wizelany Marques (2014) é de Brasília, Distrito Federal;

### Conquistas por Cidade
| Representação          | Títulos | Vitórias                                 |
| ---------------------- | ------- | ---------------------------------------- |
| Palmas                 | 7       | 1994, 2003, 2014, 2021, 2022, 2023, 2025 |
| Porto Nacional         | 3       | 2007, 2011, 2018                         |
| Gurupi                 | 3       | 1992, 2015, 2024                         |
| Tocantinópolis         | 2       | 2013, 2019                               |
| Dueré                  | 2       | 2016, 2017                               |
| Palmeirópolis          | 2       | 2005, 2010                               |
| Miracema do Tocantins  | 2       | 1989, 1996                               |
| Almas                  | 1       | 2012                                     |
| Pindorama do Tocantins | 1       | 2008                                     |
| Araguaína              | 1       | 2009                                     |
| Pedro Afonso           | 1       | 2006                                     |
| Peixe                  | 1       | 2004                                     |